# Sclerophrys urunguensis
Sclerophrys urunguensis – bardzo słabo poznany afrykański gatunek płaza bezogonowego z rodziny ropuchowatych (Bufonidae).

## Systematyka
W przeszłości zaliczano go do licznego w gatunki rodzaju Bufo. W 2006 roku Frost i inni przenieśli go do rodzaju Amietophrynus. Ohler i Dubois w 2016 roku wykazali, że nazwa Amietophrynus jest młodszym synonimem nazwy Sclerophrys.

## Występowanie
Zwierzę to występuje na granicy Tanzanii i Zambii na południowo-wschodnim brzegu jeziora Tanganika.
Płaza tego spotykano w pozostałościach lasu deszczowego i w innych terenach leśnych.

## Status
W Czerwonej księdze gatunków zagrożonych IUCN płaz ten od 2016 roku klasyfikowany jest jako gatunek narażony (VU, ang. Vulnerable); wcześniej, od 2004 roku uznawano go za gatunek niedostatecznie rozpoznany (DD, ang. Data Deficient).
Zaledwie kilka napotkanych osobników nie pozwala na realną ocenę liczebności populacji ani jej trendu.
W całym regionie, w którym gatunek ten występuje, następuje utrata i degradacja siedlisk leśnych w wyniku działalności rolniczej, pozysku drewna i ekspansji osadnictwa ludzkiego.
Nie odnotowano dotąd obecności opisywanego płaza w żadnym obszarze chronionym.